# Francisco de Paula Marín Grassi
 Francisco de Paula Marín Grassi (Jerez - Mataró, 25 de novembre de 1774 - Honolulu, 30 d'octubre de 1837) va ser un botànic i horticultor català i un home molt polifacètic que va arribar el 1793 a les illes Hawaii, on va romandre la resta de la seva vida.

## Biografia
Va ser metge, intèrpret (va aprendre la llengua hawaiana), assessor d'empreses, botànic, horticultor i conseller del rei Kamehameha I de Hawaii. Conegut en aquestes illes com a Manini (o Marini), que era la manera com els nadius pronunciaven el seu nom, aquest personatge va crear un gran ranxo on va cultivar una àmplia varietat de fruites i hortalisses, va criar cavalls, va processar carn per al comerç i va muntar una destil·leria.
Un llibre d'història de Hawaii de Richard Wiesnewski, Ascens i caiguda del Regne de Hawaii, acredita que Francisco Marín «...va plantar la primera pinya al regne de Hawaii, el 2 de gener de 1813». Irònicament, la pinya –que s'ha convertit en un símbol mundial de Hawaii– va ser introduïda a Hawaii per un foraster.
Va plantar les primeres vinyes a l'àrea de Honolulu en una zona on ara hi ha situat el Vineyard Boulevard, va fabricar la primera cervesa el 1812 i va plantar sense èxit els primers cultius de cafè el 1817, va experimentar amb la plantació de taronges, llimones, mongetes, cols, patates, préssecs, melons, blat de moro, tabac, enciam, etc., per esmentar-ne només uns quants. Va fabricar oli de nou d'Aleurites i de coco, espelmes, teules, cigars, cervesa i aiguardent.
Familiaritzat amb els usos medicinals de les plantes i les herbes, va exercir com a metge, entre altres múltiples oficis, a la cort hawaiana.
Arran dels seus coneixements com a mariner, va establir un negoci a Honolulu, davant la torre d'Aloha, de subministrament de materials per als vaixells que arribaven a les illes, que va introduir en la cultura de Hawaii una gran quantitat d'objectes de procedència europea i xinesa.
Va arribar a ser nomenat capità de l'armada hawaiana.
El 1805 va començar a redactar un diari del qual se n'ha conservat una bona part i que és una recopilació de la seva vida i dels costums de l'arxipèlag de Hawaii en aquella època.
Francisco de Paula Marín va morir el 30 d'octubre de 1837, a Honolulu, a l'edat de 62 anys.